# Новоапостолівка
Новоапо́столівка (до травня 2016 року — Чиче́ріне) — село Волноваської міської громади Волноваського району Донецької області, Україна.

## Загальні відомості
Відстань до райцентру становить близько 13 км і проходить автошляхом Т 0512.

## Населення

### Мова
Розподіл населення за рідною мовою за даними перепису 2001 року:
| Мова       | Кількість | Відсоток |
| ---------- | --------- | -------- |
| українська | 201       | 78.21%   |
| російська  | 55        | 21.40%   |
| білоруська | 1         | 0.39%    |
| Усього     | 257       | 100%     |

За даними перепису 2001 року населення села становило 257 осіб, із них 78,21 % зазначили рідною мову українську, 21,4 % — російську та 0,39 % — білоруську мову.

## Особистості
Уродженцем села є Герой Радянського Союзу Антон Олексійович Губенко († 1939), який вперше в історії радянської авіації здійснив таран (ще перебуваючи в Китаї як військовий консультант гоміньданівців).